# Literaturblatt Baden-Württemberg
Das Literaturblatt Baden-Württemberg war eine 1993 als Literaturblatt für Baden und Württemberg gegründete Zweimonatszeitschrift für Literatur, die bis zum Dezember 2019 erschien. Sie wurde von der Journalistin und Publizistin Irene Ferchl herausgegeben und erschien in einer Auflage von 5000 Exemplaren im Stuttgarter S. Hirzel Verlag.